# Понинский, Адам
Князь (1773) Адам Кароль Понинский (1732 — 23 июля 1798) — государственный деятель Речи Посполитой:  кухмистр великий коронный, подскарбий великий коронный (1775—1791). Представитель пророссийской партии шляхты.

## Биография
Происходил из шляхетского рода Понинских герба Лодзя. Старший сын старосты бабимостовского и стольника вшовского Мацея Понинского от первого брака с Франциской Шолдрской.
7 мая 1764 года посол познанский Адам Понинский подписал манифест о призвании в Польшу русских войск для защиты конвокационного сейма. В августе 1764 года на элекционном сейме поддержал избрание Станислава Августа Понятовского на польский престол.
В начале правления Станислава Понятовского Адам Понинский принадлежал к гетманской партии, то есть партии великого гетмана коронного Яна Клеменса Браницкого. В 1767 году Адам Понинский был одним из создателей Радомской конфедерации в Великой Польше. 23 октября 1767 года вошел в состав сеймовой делегации, вынужденной под давлением русского посла Н. В. Репнина согласиться на заключение вечного мира с Россией.
В октябре 1772 года польский король Станислав Август Понятовский под давлением послов России, Пруссии и Австрии созвал сейм, который должен был официально утвердить Первый раздел Речи Посполитой. Вначале сенат отказался признать раздел Речи Посполитой. Тогда русский посол граф Отто Магнус фон Штакельберг подкупил Адама Понинского. Понинский понимал, что иностранные государства будут нуждаться в человеке, который согласился бы провести на сейме подтверждение их захватов, поэтому он построил план своей карьеры на несчастье родины. Русский, прусский и австрийский посланцы пообещали ему 3 тысячи дукатов жалованья в месяц и свою поддержку.
15 апреля 1773 года кухмистр великий коронный Адам Понинский собрал 75 коронных и 6 литовских депутатов и уговорил их устроить конфедерацию. Они избрали Понинского маршалком коронной конфедерации. 19 апреля, в день открытия сейма, Адам Понинский был избран сеймовым маршалком, несмотря на протест некоторых депутатов. 24 апреля 1773 года король со всеми сенаторами подписал акт конфедерации, признав назначение Понинского. Сеймовый маршалок внес проект назначения сеймовой делегации и дарования ей полномочий вести переговоры с тремя державами о разделе и о новой форме правления Речи Посполитой. Сам Адам Понинский и возглавил эту сеймовую делегацию. 18 сентября 1773 года делегация подписала три договора, в которых она от имени Речи Посполитой отказывалась в пользу Австрии, Пруссии и России от всех претензий на занятые ими польские земли.
В 1773 году Адаму Понинскому был пожалован княжеский титул. В 1775 году он выкупил у Теодора Весселя должность подскарбия великого коронного. Позднее Адам Понинский, объявленный в 1785 году банкротом, открыто стал платным агентом российских послов, получая от них крупные денежные суммы. 1 сентября 1790 года Четырёхлетний сейм объявил об изгнании из Польши Адама Понинского, который был лишен всех титулов и должностей. Он уехал из Варшавы в австрийскую Галицию, где он владел имениями. 13 мая 1793 года Тарговицкая конфедерация отменила приговор Адаму Понинскому, разрешив ему вернуться и вернув его титулы.
В 1773 году стал кавалером Ордена Белого Орла, который был у него отобран в 1790 году. В 1777 году вступил в масонскую ложу.

## Семья
Адам Понинский был женат на княжне Жозефе Любомирской, старшей дочери хорунжего великого коронного Ежи Игнацы Любомирского (ум. 1753) и баронессы Иоанны фон Штейн, в браке с которой имел трёх сыновей: Адама, Кароля и Александра.